# Egitto ai Giochi della VIII Olimpiade
L'Egitto partecipò ai Giochi della VIII Olimpiade, svoltisi a Parigi dal 4 maggio al 27 luglio 1924, con una delegazione di 24 atleti impegnati in 9 discipline, senza aggiudicarsi medaglie.

## Risultati

### Calcio
| Atleta | Classifica |                   |
| --- | --- | ----------------- |
| V · D · M Nazionale egiziana · Calcio ai Giochi Olimpici Estivi 1924 P Marei · P Rostam · P Taha · D Abaza · D El-Mahdawi · D Fouad · D Moharrem · D Salem · C Abdelkader · C El-Hassani · C Hamdy · C Henein · C Osman · C Shawki · A El-Tetsh · A Hegazi · A I. Houda · A M. Houda · A Housni · A Mansour · A Riyadh · A Yakan · CT : Hegazi | 5° |                   |
| Nazionale egiziana · Calcio ai Giochi Olimpici Estivi 1924 | |                   |
| P Marei · P Rostam · P Taha · D Abaza · D El-Mahdawi · D Fouad · D Moharrem · D Salem · C Abdelkader · C El-Hassani · C Hamdy · C Henein · C Osman · C Shawki · A El-Tetsh · A Hegazi · A I. Houda · A M. Houda · A Housni · A Mansour · A Riyadh · A Yakan · CT: Hegazi                                                                       | P Marei · P Rostam · P Taha · D Abaza · D El-Mahdawi · D Fouad · D Moharrem · D Salem · C Abdelkader · C El-Hassani · C Hamdy · C Henein · C Osman · C Shawki · A El-Tetsh · A Hegazi · A I. Houda · A M. Houda · A Housni · A Mansour · A Riyadh · A Yakan · CT: Hegazi | Egitto (bandiera) |